# هو یی جه
هو یی جه (کره‌ای: 허이재؛ زادهٔ ۱۸ فوریه ۱۹۸۶) بازیگر اهل کره جنوبی است. او به خاطر ایفای نقش در روزگار شاهزاده (۲۰۰۷) شناخته می‌شود.

## فیلم‌شناسی

### فیلم
- داکاپو (۲۰۰۰)
- یک کارناوال کثیف (۲۰۰۶)
- گل‌آفتاب‌گردان (۲۰۰۶)
- پسری که در آسمان راه می‌رود (۲۰۰۸)
- ناین‌تین (۲۰۰۹)
- دوست‌دخترها (۲۰۰۹)
- کریسمس وو جو (۲۰۱۶)

### مجموعه تلویزیونی
- روزگار شاهزاده (۲۰۰۷)